# Nuoto ai Giochi della XXVIII Olimpiade - Staffetta 4x100 metri stile libero maschile
La staffetta 4x100 metri stile libero maschile dei Giochi olimpici di Atene 2004 si è svolta il 15 agosto 2004 presso l'Athens Olympic Aquatic Centre.
La competizione è stata vinta dai sudafricani Roland Schoeman, Lyndon Ferns, Darian Townsend e Ryk Neethling, che in finale hanno migliorato il primato mondiale della disciplina grazie al tempo di 3'13"17.

## Record
Prima di questa competizione, il record del mondo (RM) e il record olimpico (RO) erano i seguenti.
|  | 3'13"67 | Michael Klim, Chris Fydler, Ashley Callus e Ian Thorpe Australia | 16 settembre 2000 Sydney, Australia |
|  | 3'13"67 | Michael Klim, Chris Fydler, Ashley Callus e Ian Thorpe Australia | 16 settembre 2000 Sydney, Australia |

Durante l'evento sono stati migliorati i seguenti record:
| Data      | Evento | Atleta                                                         | Nazione   | Tempo   | Record |
| --------- | ------ | -------------------------------------------------------------- | --------- | ------- | ------ |
| 15 agosto | Finale | Roland Schoeman, Lyndon Ferns, Darian Townsend e Ryk Neethling | Sudafrica | 3'13"17 |        |

## Risultati

### Batterie
Si sono svolte 2 batterie di qualificazione. Le prime 8 squadre si sono qualificate per la finale.
| Class | Gruppo | Corsia | Nazione     | Nuotatore | Tempo   | Note |
| ----- | ------ | ------ | ----------- | --- | ------- | ---- |
| 1     | 1      | 6      | Sudafrica   | Roland Schoeman (48.38) Lyndon Ferns (48.34) Darian Townsend (49.13) Ryk Neethling (47.99)                     | 3:13.84 | Q    |
| 2     | 1      | 4      | Stati Uniti | Gabe Woodward (49.93) Nate Dusing (49.01) Neil Walker (48.16) Gary Hall Jr. (48.73)                            | 3:15.83 | Q    |
| 3     | 1      | 5      | Italia      | Lorenzo Vismara (49.67) Michele Scarica (48.92) Alessandro Calvi (49.35) Christian Galenda (48.24)             | 3:16.18 | Q    |
| 4     | 1      | 2      | Paesi Bassi | Mark Veens (49.73) Johan Kenkhuis (48.80) Mitja Zastrow (48.90) Klaas-Erik Zwering (48.99)                     | 3:16.42 | Q    |
| 5     | 2      | 4      | Russia      | Andrey Kapralov (49.12) Yevgeny Lagunov (49.68) Ivan Usov (49.86) Denis Pimankov (48.80)                       | 3:17.46 | Q    |
| 6     | 2      | 3      | Australia   | Ashley Callus (50.04) Eamon Sullivan (49.13) Jono van Hazel (49.65) Todd Pearson (48.82)                       | 3:17.64 | Q    |
| 6     | 2      | 5      | Francia     | Romain Barnier (49.73) Julien Sicot (49.29) Fabien Gilot (49.21) Amaury Leveaux (49.41)                        | 3:17.64 | Q    |
| 8     | 1      | 3      | Germania    | Stephan Kunzelmann (50.09) Christian Keller (50.16) Torsten Spanneberg (49.36) Lars Conrad (48.36)             | 3:17.97 | Q    |
| 9     | 2      | 6      | Canada      | Yannick Lupien (50.16) Riley Janes (49.49) Mike Mintenko (49.60) Brent Hayden (49.10)                          | 3:18.35 |      |
| 10    | 2      | 1      | Ucraina     | Denys Syzonenko (50.05) Andriy Serdinov (49.94) Pavlo Chnykin (49.47) Yuriy Yegoshin (49.49)                   | 3:18.95 |      |
| 11    | 1      | 8      | Lituania    | Rolandas Gimbutis (49.11) Saulius Binevičius (50.35) Paulius Viktoravičius (50.20) Vytautas Janušaitis (49.62) | 3:19.28 |      |
| 12    | 2      | 7      | Brasile     | Jader Souza (50.89) Gustavo Borges (49.59) Carlos Jayme (49.67) Rodrigo Castro (50.05)                         | 3:20.20 |      |
| 13    | 1      | 1      | Croazia     | Duje Draganja (50.38) Mario Delač (49.75) Ivan Mladina (50.16) Igor Čerenšek (50.72)                           | 3:21.01 |      |
| 14    | 2      | 8      | Grecia      | Aristeidis Grigoriadis (50.15) Alexandros Tsoltos (51.03) Spyridon Bitsakis (52.25) Andreas Zisimos (50.83)    | 3:24.26 |      |
| 15    | 1      | 7      | Cina        | Chen Zuo (50.75) Liu Weijia (51.15) Zheng Kunliang (51.34) Huang Shaohua (51.07)                               | 3:24.31 |      |
|       | 2      | 2      | Svezia      | Eric la Fleur (50.43) Stefan Nystrand (48.61) Mattias Ohlin (50.24) Lars Frölander                             | dq      |      |

### Finale
| Class   | Gruppo | Nazione     | Nuotatori                                                                                                 | Tempo   | Distacco | Note |
| ------- | ------ | ----------- | --- | ------- | -------- | ---- |
| Oro     | 4      | Sudafrica   | Roland Schoeman (48.17) Lyndon Ferns (48.13) Darian Townsend (48.96) Ryk Neethling (47.91)                | 3:13.17 |          |      |
| Argento | 6      | Paesi Bassi | Johan Kenkhuis (49.81) Mitja Zastrow (49.25) Klaas-Erik Zwering (48.51) Pieter van den Hoogenband (46.79) | 3:14.36 | 1.19     |      |
| Bronzo  | 5      | Stati Uniti | Ian Crocker (50.05) Michael Phelps (48.74) Neil Walker (47.97) Jason Lezak (47.86)                        | 3:14.62 | 1.45     |      |
| 4       | 2      | Russia      | Andrey Kapralov (49.27) Yevgeny Lagunov (49.17) Denis Pimankov (49.25) Alexander Popov (48.06)            | 3:15.75 | 2.68     |      |
| 4       | 3      | Italia      | Lorenzo Vismara (49.16) Filippo Magnini (48.30) Michele Scarica (49.21) Christian Galenda (49.08)         | 3:15.75 | 2.68     |      |
| 6       | 1      | Australia   | Michael Klim (49.37) Todd Pearson (49.07) Eamon Sullivan (49.19) Ian Thorpe (48.14)                       | 3:15.77 | 2.70     |      |
| 7       | 7      | Francia     | Romain Barnier (49.65) Julien Sicot (49.31) Fabien Gilot (48.95) Frédérick Bousquet (48.32)               | 3:16.23 | 3.06     |      |
| 8       | 8      | Germania    | Jens Schreiber (49.88) Lars Conrad (48.72) Torsten Spanneberg (49.24) Stefan Herbst (49.34)               | 3:17.18 | 4.01     |      |